# Heinrich Hübschmann
Johann Heinrich Hübschmann (Erfurt, 1. srpnja 1848. – Freiburg im Breisgau, 20. siječnja 1908.) je bio njemački filolog i indoeuropeist.

## Životopis
Rođen je 1. srpnja 1848. u Erfurtu. Studirao je orijentalnz filologiju na Sveučilištu u Jeni, Tübingenu, Leipzigu i Ludvig Maksimilijan u Münchenu. 1876. postao je profesor iranskih jezika na Sveučilištu u Leipzigu, a 1877. profesor komparativne filologije na Sveučilištu u Strasbourgu. Umro je 20. siječnja 1908. u Freiburgu im Breisgauu.

## Istraživanje armenskog jezika
Hübschmann je 1875. dokazao da armenski nije samostalna grana iranskih jezika (prije se tako smatralo zbog velikog utjecaja iranskih jezika na armenskoga tijekom povijesti), već samostalna grana indoeuropske jezične skupine. Koristio je komparativnu metodu kako bi razdvojio iranske posuđenice koje čine veličinu armenskih riječi od starijega sloja domaćih armenskih riječi.

## Djela
- "Ueber die Stellung des Armenischen im Kreise der indogermanischen Sprachen" (1875.)
- Armenische Studien (1883.)
- Das indogermanische Vokalsystem (1885.)
- Etymologie und Lautlehre der ossetischen Sprache (1887.)
- Persische Studien (1895.)
- Armenische Grammatik. I. Theil. Armenische Etymologie. I. Abtheilung: Die persischen und arabischen Lehnwörter im Altarmenischen. Leipzig, 1895.
  - Armenische Grammatik. I. Theil. Armenische Etymologie (Bibliothek indogermanischer Grammatiken. Band VI), Leipzig, 1897.
- Altarmenische Ortsnamen (1904.)